# Моисей (Гумилевский)
Епископ Моисей (в миру Михаил Гумилевский; 1747, Владимир — 5 октября 1792, Крым) — епископ Русской православной церкви, епископ Феодосийский и Мариупольский, викарий Екатеринославской епархии.

## Биография
Родился во Владимире и там сперва был причётником.
Имея склонность к научному образованию, поступил в Московскую духовную академию, по окончании которой назначен учителем еврейского и греческого языков и поэзии.
Пострижен в монашество 15 декабря 1779 года в Москве. 21 ноября 1784 года определен игуменом Московского Знаменского монастыря, оставаясь проповедником и преподавателем риторики в Московской духовной академии.
В 1785 году назначен преподавателем философии и префектом духовной академии.
Моисей (Гумилевский) по своим дарованиям и учености принадлежал к числу видных лиц современного ему московского духовенства и пользовался особенным вниманием и благосклонностью митрополита Платона (Левшина), а через него и князя Г. А. Потемкина, находившегося в дружбе с Московским владыкой.
В бытность свою Учителем при Академии он писал много на разные случаи Латинских, Греческих и Российских стихотворений, которые все в своё время и напечатаны были.
По рекомендации князя Потемкина Моисей был назначен обер-иеромонахом Молдавской армии.
С 1789 года — архимандрит Витовского (возле Николаева)  Спасо-Николаевского монастыря (указ Екатерины II от 6 июля 1789 г., №16.784 ).
5 июня 1791 года хиротонисан во епископа Феодосийского и Мариупольского, викария Екатеринославской епархии.
В судьбе Моисея непосредственное участие принимал Г. А. Потёмкин-Таврический. Не удивительно, что после скоропостижной смерти Потемкина в ноябре 1791 года на епископа Моисея усиливается давление и оскорбления со стороны врагов светлейшего князя. Преосвященный Моисей, имея легкоранимую романтическую душу, тяжело переживает эти обвинения. К мукам душевным прибавляются физические — Владыку мучают все чаще и чаще геморроидальные припадки.
Скончался 5 октября 1792 года в Крыму. Обстоятельства и причины смерти епископа Моисея и по сей день остаются загадкой. По наиболее растространённой версии рассудок Моисея помутился, и он кончает жизнь самоубийством. Однако на протяжении долгого времени после смерти епископа Моисея ходили слухи об убийстве архиерея либо иноверцами, либо домашними.

## Публикации
- Рассуждение о вычищении, удобрении и обогащении Российского языка, читанное в Публичном Собрании Московской Академии 1786 года студентом Василием Протопоповым и тогда же изданное в 8 долю листа;
- Еллиногреческая Грамматика на Российском языке им начата, но окончена уже Учителем Греческого языка, Семеном Протасовым, и напечатана 1788 года в Москве в 8 долю листа;
- Две Надгробные Речи Князю Потемкину, из коих первая говорена Ноября 12 при встрече гроба его в Николаеве, препровождаемого из Ясс, а другая в Херсонской Соборной Церкви Св. Екатерины Ноября 23, при опущении оного в землю; обе напечатаны в Москве 1791 г. в 4 долю листа

Из переводов его с Еллиногреческого напечатаны:
- Макария Египетского Беседы о совершенстве, Христианам приличном, 2 части изданы в Москве 1782 г. в 8 долю листа;
- Хрисанва, Патриарха Иерусалимского, Беседы, 2 части изданы в Москве 1784 г. в 8 долю листа;
- Дионисия Ареопагита Книги о Небесной Иерархии и Церковном Священноначалии, изданы двумя книжками в Москве 1786 и 1787 гг. в 8 долю листа;
- Гомерова Одиссея, перевод прозой в Москве 1788 г. в 8 долю листа (согласно А. Н. Егунову, перевод принадлежит П. Е. Екимову);

По препоручению Князя Потёмкина он начал переводить с Французского языка Флериеву Церковную Историю (в переводе коей и сам Князь участвовал) и окончил несколько томов, но оные остались ненапечатанными.